# Lisa Fonssagrives
Lisa Fonssagrives (ur. 17 maja 1911 w Göteborgu – jako Lisa Birgitta Bernstone, zm. 4 lutego 1992 w Nowym Jorku) – szwedzka modelka, powszechnie uznawana za pierwszą supermodelkę.
Przeprowadziła się ze Szwecji do Paryża, żeby uczyć się baletu. Jej zdjęcia były zamieszczane na okładkach wielu magazynów w latach 30., 40. i 50. XX wieku, np. Town&Country, Life, Vanity Fair, Harper’s Bazaar, Vogue, Time. Pracowała z takimi fotografami jak George Hoyningen-Huene, Man Ray, Horst, Erwin Blumenfeld, George Platt Lynes, Richard Avedon i Edgar de Evia. Raz opisała siebie jako „dobry wieszak na ubrania”.
W 1935 roku wyszła za paryskiego fotografa Fernanda Fonssagrivesa; rozwiedli się (1950) i zaraz potem wyszła za innego fotografa, Irvinga Penna.
Zmarła w wieku 80 lat. Przeżył ją drugi mąż i dwójka dzieci, projektantów: córka Mia Fonssagrives-Solow i syn Tom Penn.